# Caines
Caines es una localidad y comune italiana de la provincia de Bolzano, región de Trentino-Alto Adigio, con 319 habitantes.

## Evolución demográfica
| Gráfica de evolución demográfica de Caines entre 1861 y 2001 |
|                                                              |
| Fuente ISTAT - elaboración gráfica de Wikipedia              |